# Ion Neculce
Ion Neculce [jon nekulcze] (ur. ok. 1672 w Prigorenii, zm. 1745 w Târgu Frumos), mołdawski kronikarz; dowódca wojsk mołdawskich w powstaniu antytureckim z 1710 i 1711 roku.

## Życie
Ion Neculce pochodził z wpływowej rodziny bojarskiej o greckich korzeniach. Urodził się w małej miejscowości Prigorenii Mici, przemianowanej później na jego cześć na Ion Neculce. Ojciec Iona – Enache Neculce był skarbnikiem hospodara mołdawskiego Bazylego Lupu. O matce Iona Neculce nie zachowało się do naszych czasów wiele informacji. W 1678 roku ojciec Iona Neculce został zabity przez polską bandę w miejscowości Târgu Ocna. Od 1693 roku Ion Neculce piastował różne urzędy na mołdawskim dworze książęcym. Za panowania Dymitra Kantemira, w latach 1710–1711, został dowódcą wojsk mołdawskich i najbliższym doradcą księcia. Po porażce rosyjsko-mołdawskich wojsk w bitwie stoczonej z Turkami pod Stănilești musiał emigrować z kraju. Przebywał w Rosji i Polsce, w 1720 roku powrócił do rodzimej Mołdawii.

## Twórczość
Ion Neculce w swojej kronice pdt. Latopis Mołdawii od Dabiji Vody do panowania Jana Mavrocordata (rum. Letopisețul Țării Moldovei de la Dabija Vodă până la domnia lui Ioan Mavrocordat) opisuje wydarzenia, które miały miejsce w Mołdawii od 1661 roku (czyli od momentu, w którym kończy się kronika Mirona Kostyna) aż do drugiego panowania Konstantyna Mavrocordata (1743). Najobszerniejszą część kroniki tworzy opis krótkich, ale "rewolucyjnych" rządów księcia Dymitra Kantemira, który walczył o niepodległość Mołdawii. Szczególną wartość literacką mają portrety mołdawskiego księcia i cara Rosji Piotra I Wielkiego, a także opisy atmosfery panującej przy ich spotkaniach oraz bitew stoczonych z Turkami. Kronika została napisana w "żywym języku" za pomocą "barwnego słownictwa" i jest bardzo dokładna pod względem faktograficznym.

### Wydania
Kronika Iona Neculce została po raz pierwszy wydana dopiero w 1845 roku przez mołdawskiego historyka Mihaila Kogălniceana.
- 1845 – Letopisețul Țării Moldovei și O samă de cuvinte, w: Mihail Kogălniceanu (red.), Letopisețele Țării Moldovei, Tom II (wydany jako pierwszy; Jassy).
- 1894 – Letopisețul Țerei Moldovei (Bukareszt: Edițiune școlară, 208 str.). Wydanie II – 1897.
- 1936 – O seamă de cuvinte și Cronica (Bukareszt: Editura Universală. Alcalay, 176 str.).
- 1938 – Letopisețul Ţerei Moldovei și O seamă de cuvinte, redakcja – Ion Pilat (Bukareszt, 48 str.). Wydanie II – 1943.
- 1942 – Cronica lui I. Neculce, redakcja – Al. Procopovici, 2 tomy (Krajowa: “Scrisul românesc“, tom I – 255 str., tom II – 263 str.).
- 1955 – Letopisețul Țării Moldovei și O samă de cuvinte, redakcja – Iorgu Iordan (Bukareszt: E.S.P.L.A, 461 str.).
- 1986 – Letopisețul Țării Moldovei, redakcja Gabriel Ștrempel (Bukareszt: Minerva, 528 str.).
- 1993 – Cronica copiată de Ioasaf Luca, redakcja – Zamfira i Paul Mihail (Kiszyniów: Știința, 320 str.).
- 1996 – O samă de cuvinte. Letopisețul Țării Moldovei de la Dabija Vodă până la a doua domnie a lui Constantin Mavrocordat, posłowie i tabela chronologiczna – George Muntean (Bukareszt: Editura 100+1 GRAMAR; 184 str.). Wydanie II – 1997.
- 1997 – Cronicari moldoveni: Grigore Ureche, Miron Costin, Ion Neculcae. Antologie, wstęp, komentarze, nota krytyczna, słownik i bibliografia – Dan Horia Mazilu (Bukareszt: Editura HUMANITAS, 175 str.).